# Parc national de Cumbres de Majalca

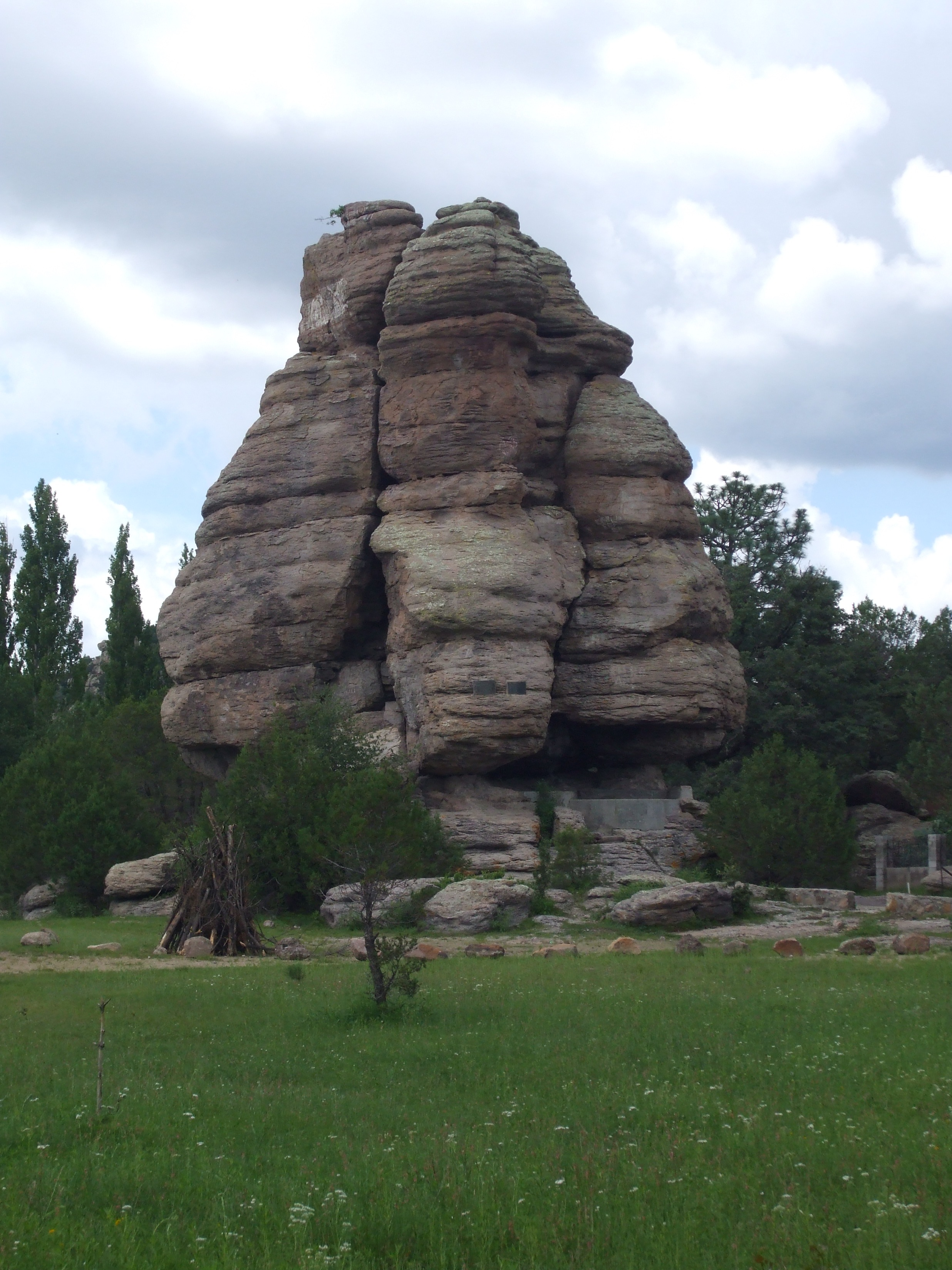
Peñón de El Cuadrado

Le parc national de Cumbres de Majalca est situé au Mexique, à 35 km au nord-nord-ouest de la ville de Chihuahua, dans l'État de Chihuahua.